# Zakaria Loukili
Zakaria Loukili, né le 25 janvier 2006 à Malmö en Suède, est un footballeur suédois qui évolue au poste de milieu offensif au Malmö FF.

## Biographie

### En club
Né à Malmö en Suède, Zakaria Loukili est formé par le Malmö FF, qu'il rejoint en 2011. Lors de la saison 2022 il remporte le championnat de Suède avec l'équipe des moins de 17 ans du club.
Il joue son premier match en équipe première le 23 août 2023, lors d'une rencontre de coupe de Suède face au Smedby AIS (en). Il est titularisé et son équipe s'impose par deux buts à zéro.
Avec Malmö il fait ses débuts en Ligue des champions, jouant son premier match face au KÍ Klaksvík. Il entre en jeu, et son équipe est battue par trois buts à deux.
Il est sacré champion de Suède pour sa participation à la saison 2024.

### En sélection
Zakaria Loukili représente l'équipe de Suède des moins de 17 ans, jouant son premier match avec cette sélection le 20 octobre 2022 contre l'Albanie. Il entre en jeu et son équipe est battue ce jour-là (1-3 score final).

## Palmarès
Malmö FF
- Championnat de Suède
  - Champion : 2024